# Żyto
Żyto (Secale L.) – rodzaj roślin jednorocznych, rzadziej dwuletnich z rodziny wiechlinowatych. Liczy 9 gatunków. Rośliny te występują w południowej i południowo-wschodniej Europie, w północnej Afryce oraz zachodniej Azji, na wschodzie sięgając po zachodnie Himalaje i region Sinciang w zachodnich Chinach. Jeden gatunek (S. africanum) rośnie w Południowej Afryce.
Ze względów gospodarczych najważniejsze znaczenie ma żyto zwyczajne S. cereale. 

## Morfologia
PokrójTrawy kępowe, bez rozłogów. Źdźbła zwykle prosto wzniesione.
KorzenieSilnie rozwinięty system korzeniowy (łączna długość korzeni jednej rośliny wraz z włośnikami sięgać może ponad 10 tys. km).
LiścieW pączku zwinięte, później płasko rozpostarte.
KwiatyZebrane w dwukwiatowe kłoski (czasem ze szczątkowym trzecim kwiatem), a te w dwurzędowe, gęste kłosy. Kłoski siedzą na osi kłosa pojedynczo. Plewy są zaostrzone i zaopatrzone w wyraźny kil. Plewka dolna z długą i szorstką ością.
OwoceZiarniaki o kształcie podłużnym, nieco bocznie spłaszczone, z podłużnym wgłębieniem i owłosionym wierzchołkiem.

## Systematyka
Pozycja systematyczna
Rodzaj z rodziny wiechlinowatych (Poaceae), rzędu wiechlinowców (Poales). W obrębie rodziny należy do podrodziny wiechlinowych (Pooideae), plemienia Triticeae.
Wykaz gatunków
- Secale africanum Stapf
- Secale anatolicum Boiss.
- Secale cereale L. – żyto zwyczajne
- Secale ciliatoglume (Boiss.) Grossh.
- Secale iranicum Kobyl.
- Secale segetale (Zhuk.) Roshev.
- Secale strictum (C.Presl) C.Presl  – żyto krzyca, żyto pastewne
- Secale sylvestre Host
- Secale vavilovii Grossh.

Żyto zwyczajne skrzyżowane z pszenicą dało mieszańca – pszenżyto ×Triticosecale.

## Zastosowanie
Żyto zwyczajne jest popularną rośliną uprawną. Z ziaren wyrabia się mąkę, którą stosuje się głównie do wypieku chleba. Produkuje się z nich też etanol. Ziarno żyta stosowane jest także do wyrobu pasz dla drobiu, bydła i trzody chlewnej. Z żyta wyrabia się także zielonkę, kiszonkę, użytkuje się siano. Siano służy m.in. do wyrobu tarcz łuczniczych.
Z innych gatunków jako roślinę pastewną wykorzystuje się żyto krzyca S. strictum (≡ S. montanum).